# Arturo Herbruger Asturias

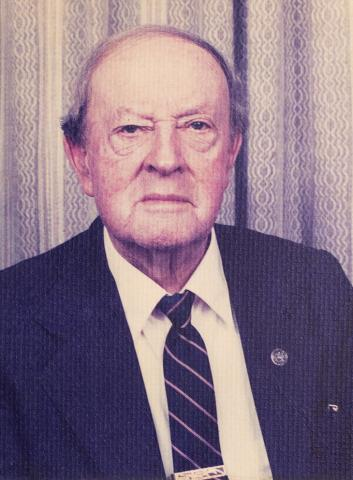
Arturo Herbruger Asturias (um 1995)

Arturo Herbruger Asturias (* 3. Juni 1912; † 25. Oktober 1999) war ein guatemaltekischer Politiker.

## Biografie
Nach dem Schulbesuch studierte er Rechtswissenschaften und war zwischen 1949 und 1953 Präsident des Obersten Gerichtshofes (Corte Suprema de Justicia de Guatemala). Später war er als Generalstaatsanwalt sowie als Schatzminister tätig.
1983 war er Gründer und bis 1993 Vorsitzender des Obersten Wahltribunals, das die Aufsicht über die Wahlen zur Verfassungsgebenden Nationalversammlung 1984 sowie die Präsidentschaftswahlen 1985 und 1990 hatte. Nach dem missglückten Staatsstreich vom 25. Mai 1993 gegen Präsident Jorge Antonio Serrano Elias wurde er nach der Ernennung von Ramiro de León Carpio zum Präsidenten am 6. Juni 1993 zum Vizepräsidenten ernannt und hatte dieses Amt bis zum 14. Januar 1996 inne.
Im Anschluss war er bis zu seinem Tode Mitglied des Zentralamerikanischen Parlaments, dem 120 Repräsentanten aus Guatemala, Honduras, Panama, Nicaragua, El Salvador sowie der Dominikanischen Republik angehören.